# Sous le pont de Hampton Court
Sous le pont de Hampton Court est un tableau d'Alfred Sisley. Il se trouve actuellement au Kuntsmuseum de Winterthour dans la section Monet, Sisley, van Gogh et a été acquis en 1973 par don du Dr. Herbert et de Charlotte Wolfer de Armas.

## Provenance
Ce tableau présente des informations de provenance incomplètes pour les années 1933-1945.  Il ne figure pas dans le Art Loss Register.
- Edmond Decap, Paris ;
- vente Decap, Hôtel Drouot, Paris. 15 avril 1901, vendu 3 450 francs
- Fritz Nathan, Zurich
- Dr Herbert Wolfer, Winterthur ;
- donné par Herbert Wolfer au Kunstmuseum de Winterthour, 1973.

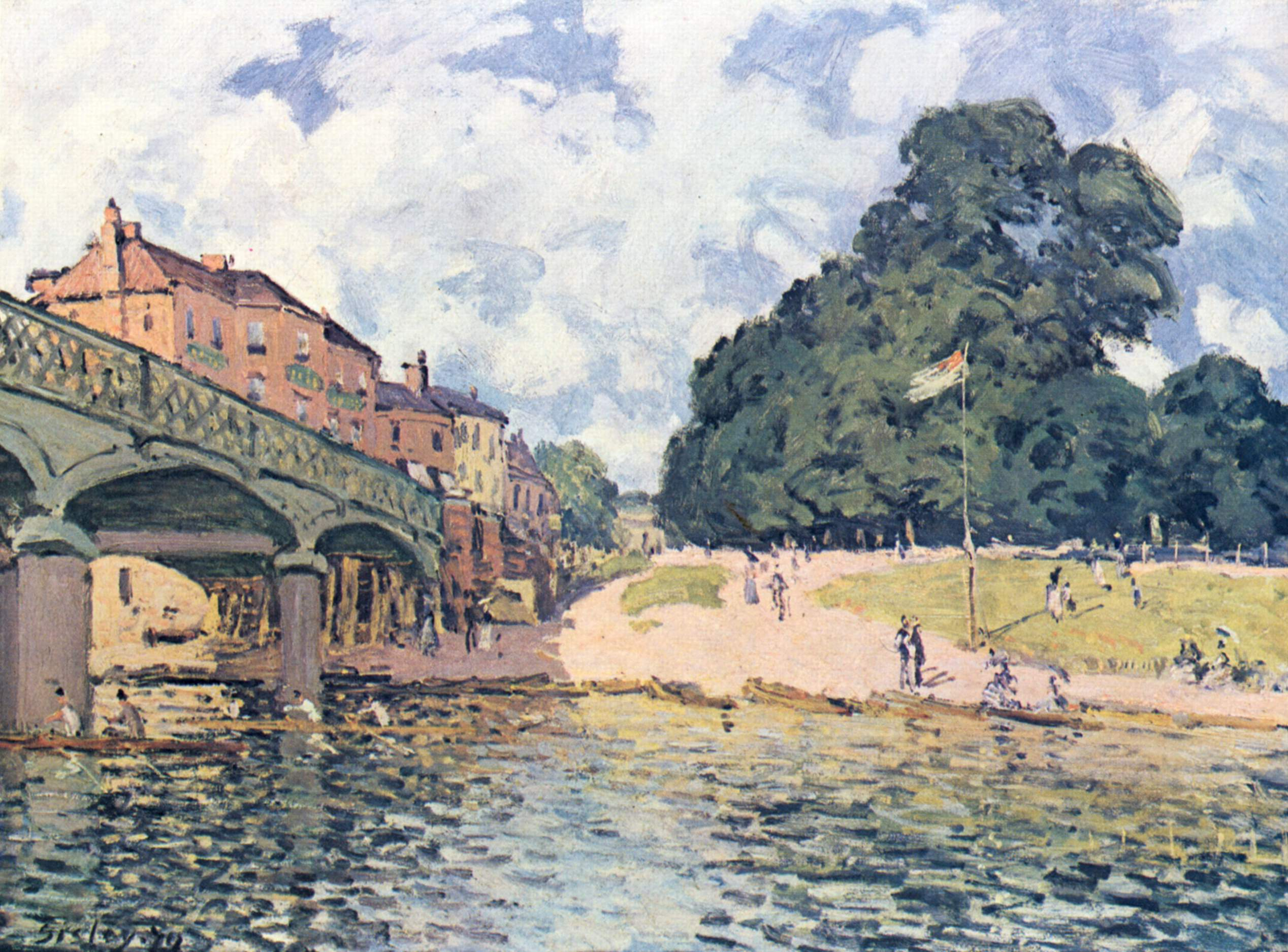
Pont de Hampton Court 1874, musée Wallraf Richartz